# Lista de príncipes em Portugal
Esta é uma lista de príncipes criados em Portugal:
| Brasão | Título                                                      | Data de criação        | Primeiro titular                                                                                | Tipo | Pretendente                       |
|        | Príncipe Real de Portugal                                   | 1822                   | D. Pedro de Bragança, 19º Duque de Bragança e futuro Rei D. Pedro V de Portugal                 | real hereditário (este título é reservado ao herdeiro do Trono de Portugal)                                                                         | Duarte Pio de Bragança            |
|        | Príncipe da Beira                                           | 17 de Dezembro de 1734 | D. Maria Francisca de Bragança, 7º Duquesa de Barcelos e futura Rainha D. Maria I de Portugal   | real hereditário (este título é reservado ao herdeiro do herdeiro do Trono de Portugal)                                                             | Afonso de Santa Maria de Bragança |
|        | Príncipe Real do Reino Unido de Portugal, Brasil e Algarves | 1815                   | D. João Maria José, Príncipe-Regente, 15º Duque de Bragança e futuro Rei D. João VI de Portugal | real hereditário (este título era reservado ao herdeiro do Trono do Reino Unido de Portugal, Brasil e Algarves, tendo sido usado entre 1815 e 1822) | extinto                           |
|        | Príncipe do Brasil                                          | 1645                   | D. Teodósio, 9º Duque de Bragança e herdeiro presuntivo do Rei D. João IV de Portugal           | real hereditário (este título era reservado ao herdeiro do Trono de Portugal, tendo sido usado entre 1645 e 1815)                                   | extinto                           |
|        | Príncipe herdeiro de Portugal                               | 1433                   | D. Afonso de Avis, futuro Rei D. Afonso V de Portugal                                           | real hereditário (este título era reservado ao herdeiro do Trono, tendo sido usado entre 1433 e 1645)                                               | extinto                           |